# Єменжар
Єменжа́р (каз. Еменжар) — село у складі Таскалинського району Західноказахстанської області Казахстану. Входить до складу Чижинського сільського округу.
У радянські часи село називалось Єрмолічев, до 2018 року — Єрмольчево.
Населення — 28 осіб (2021; 41 у 2009, 125 у 1999, 274 у 1989).